# Jopenbier
Jopenbier (Pools: Piwo jopejskie) is een historische biersoort die zijn oorsprong vindt in de veertiende eeuw in Danzig, het huidige Gdańsk, Polen. Het bier werd niet alleen als drank genuttigd, maar ook gebruikt als medicijn en smaakversterker. Het bier had een lange houdbaarheid en werd vaak gebruikt tijdens lange zeereizen. Het productieproces van jopenbier was uniek door het gebruik van spontane gisting, waarbij natuurlijke schimmels en bacteriën een belangrijke rol speelden.

## Kenmerken en toepassingen
Het bier kenmerkte zich door een sterke geur die aan port deed denken, een zoete, krachtige en kruidige smaak, en een kleur variërend van roodbruin tot zwart. Het had een dikke, stroperige consistentie met weinig koolzuur en een alcoholpercentage tussen 0,2% en 4%, afhankelijk van de bewaartijd. Jopenbier kon buitengewoon lang bewaard worden, soms wel tot zestig jaar. Deze ongebruikelijke eigenschappen maakten het moeilijk om jopenbier in de standaard categorie "bier" te plaatsen.
Jopenbier had verschillende toepassingen, van consumptie als drank tot gebruik als medicijn en smaakversterker. Het werd zelden puur gedronken, vaak verdund met water of werd het toegevoegd aan minderwaardige bieren om hun kwaliteit te verbeteren. Daarnaast diende het als ingrediënt in de keuken, bijvoorbeeld voor sauzen en soepen, maar ook voor de productie van pruimtabak. In Engeland werd het vaak verwerkt tot porter. Jopenbier was populair als scheepsbier vanwege zijn lange houdbaarheid.
Het werd ook beschouwd als een middel om zwakte, bloedarmoede, verkoudheid en koorts te bestrijden, en om transpiratie te verminderen. Sommige bronnen suggereren dat het ook werd gebruikt tegen scheurbuik en reuma.

## Geschiedenis

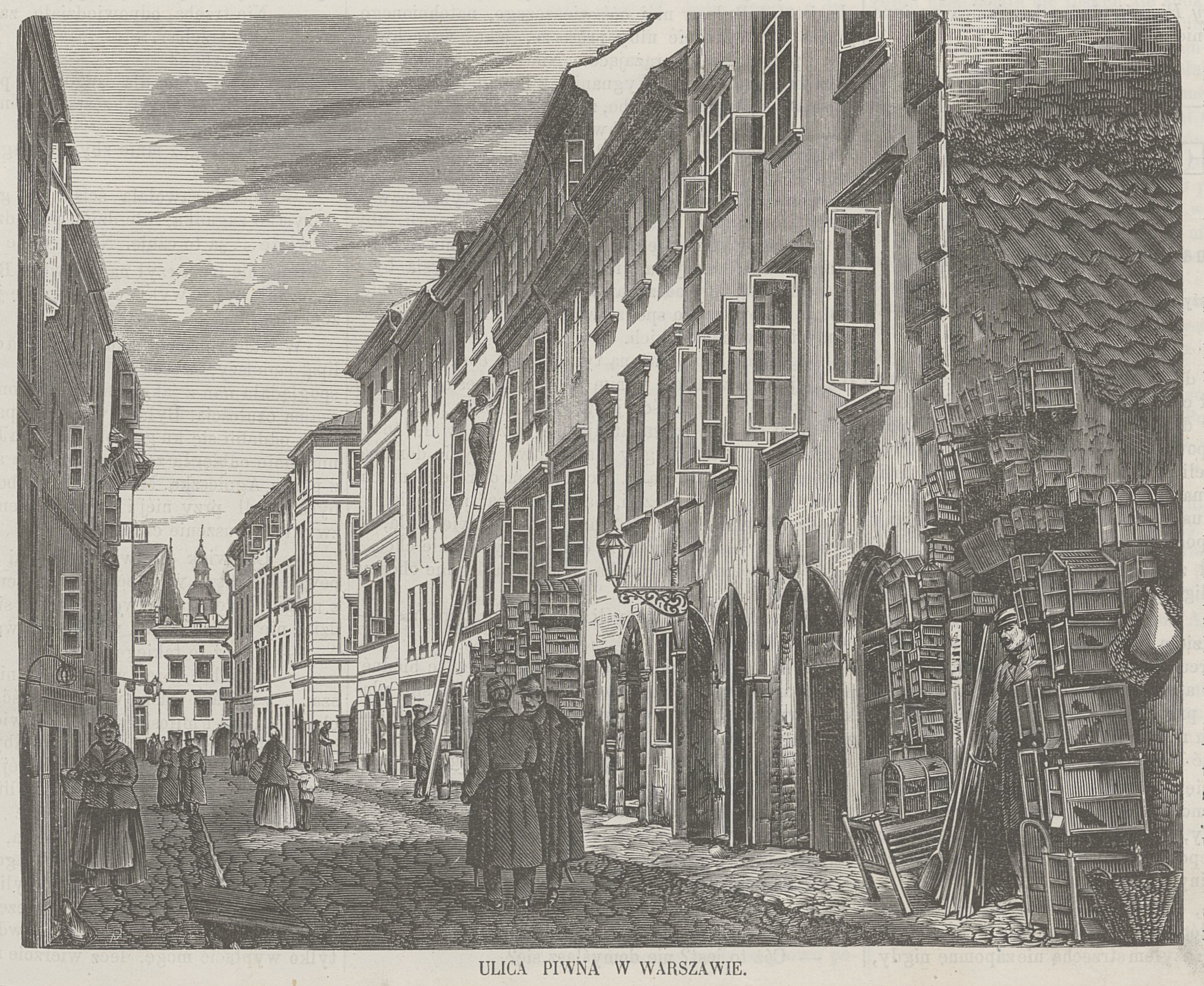
De Piwna-straat in Gdańsk heette vóór 1945 'Jopengasse', vernoemd naar het type bier. Na de Tweede Wereldoorlog werd de naam gepoloniseerd naar de huidge naam, wat in het Pools 'Bierstraat' betekent.

Jopenbier heeft zijn oorsprong in Danzig, waar rond de veertiende eeuw ongeveer 56 brouwerijen actief waren. Het werd al vroeg geëxporteerd naar andere landen door de Hanze. Het product was succesvoller in het buitenland dan als binnenlands product. De belangrijkste afzetmarkt was Engeland, de export naar België en Nederland was aanzienlijk kleiner.
Vanaf de zestiende eeuw werd jopenbier gebruikt als scheepsbier tijdens ontdekkingsreizen en aan boord van koopvaardij- en marineschepen. Zo werd het bier bijvoorbeeld meegenomen tijdens de expeditie die leidde tot de overwintering op Nova Zembla van Willem Barentsz en zijn bemanning in 1596.
Gedurende vele eeuwen werd jopenbier geproduceerd door diverse brouwerijen in Danzig, waaronder die van de astronoom Johannes Hevelius, die brouwerijen bezat aan de Pfefferstadt en Jopengasse. In 1891 werd meer dan 5000 hectoliter Danziger Jopenbier geëxporteerd, voornamelijk naar Engeland en Nederland.
De Eerste Wereldoorlog betekende het einde van de traditionele productie van jopenbier in Danzig, mede door het wegvallen van belangrijke afzetmarkten zoals Engeland als gevolg van oorlogsomstandigheden, nieuwe handelsbeperkingen en door concurrentie van Engelse brouwerijen die vergelijkbaar bier begonnen te produceren.

## Productieproces
Het productieproces van jopenbier begon met gerstemout en een aanzienlijke hoeveelheid hop, variërend van 700 tot 800 gram per hectoliter bier. De mout en hop werden gebruikt om wort te maken, welke vervolgens 10 tot 20 uur werd gekookt, waardoor het mengsel sterk indikte. Na het kookproces werd de wort snel afgekoeld tot 12,5 graden Celsius in een koelschip, een techniek die alleen mogelijk was tijdens de wintermaanden.
De gisting van jopenbier was uniek doordat het afhankelijk was van spontane gisting door schimmels en bacteriën die van nature aanwezig waren in de lucht en in het hout van de gistingsvaten. Deze natuurlijke gisten werden pas in 1927 geïdentificeerd door de wetenschapper Engelhardt Glimm, waaronder schimmelgisten, wijngisten en klassieke biergisten, waarvan zes geheel onbekend waren. Een specifieke gist zorgde voor het kenmerkende portaroma van het bier.
De gisting vond plaats in schuren die bedekt waren met schimmel, wat resulteerde in een langzame gisting die twee tot drie weken, soms zelfs maanden, kon duren. Dit proces verliep in verschillende fasen: eerst vormde zich een dikke schimmellaag op de wort, die van kleur veranderde van wit naar blauwgroen. Daarna begon de hoofdgisting, die acht tot veertien dagen duurde, waarbij grote hoeveelheden schuim werden geproduceerd en opgevangen in vaten of bakken. Na de hoofdgisting volgde een rustigere nagisting, waarbij zich opnieuw een groenachtige schimmellaag vormde. Pas na acht tot negen weken kon het deksel van het vat worden verwijderd en werd het jopenbier overgebracht naar vaten van dertien liter.
Glimm ontdekte ook melkzuurbacteriën afkomstig uit het hout van de vaten. Tijdens de gisting produceerden deze bacteriën tot twee procent melkzuur, wat bijdroeg aan de smaak van het bier. Ondanks de lange gisting konden de natuurlijke gisten niet alle suikers afbreken, waardoor een dik, zoet bier met een laag alcoholgehalte ontstond. Na de gisting werd het bier gefilterd met linnen zakken en opgeslagen in eikenhouten vaten.

## Hedendaags gebruik
Moderne interpretaties van jopenbier worden gebrouwen door verschillende brouwerijen in Polen, waaronder Browar Olimp en Browar PG4. Er bestaat discussie over de authenticiteit van deze moderne varianten en over de vraag of de naam "jopenbier" beschermd zou moeten worden als historisch erfgoed.

In Nederland werd in 1994 brouwerij Jopen opgericht, genoemd naar het historische jopenbier. Deze naam werd geïnterpreteerd als zijnde afgeleid van biervaten, gebaseerd op een voetnoot in een proefschrift uit 1950 over de geschiedenis van de Haarlemse brouwerij, geschreven door Jacques Cornelis van Loenen. Hierin werd vermeld dat "Haerlemmer joopen bier" uit 1544 zijn naam ontleende aan de vaten waarin het bier werd geleverd. De Stichting Haarlems Biergenootschap, de oprichters van brouwerij Jopen, nam in 1994 deze interpretatie over zonder verder onderzoek te verrichten.